# Мікоян Серго Анастасович
Серго (Сергій) Анастасович Мікоян (вірм. Սերգո Անաստասի Միկոյան; 5 червня 1929, Москва, СРСР — 6 березня 2010, там само, Росія) — радянський та російський історик і публіцист, доктор історичних наук (1976).

## Біографія

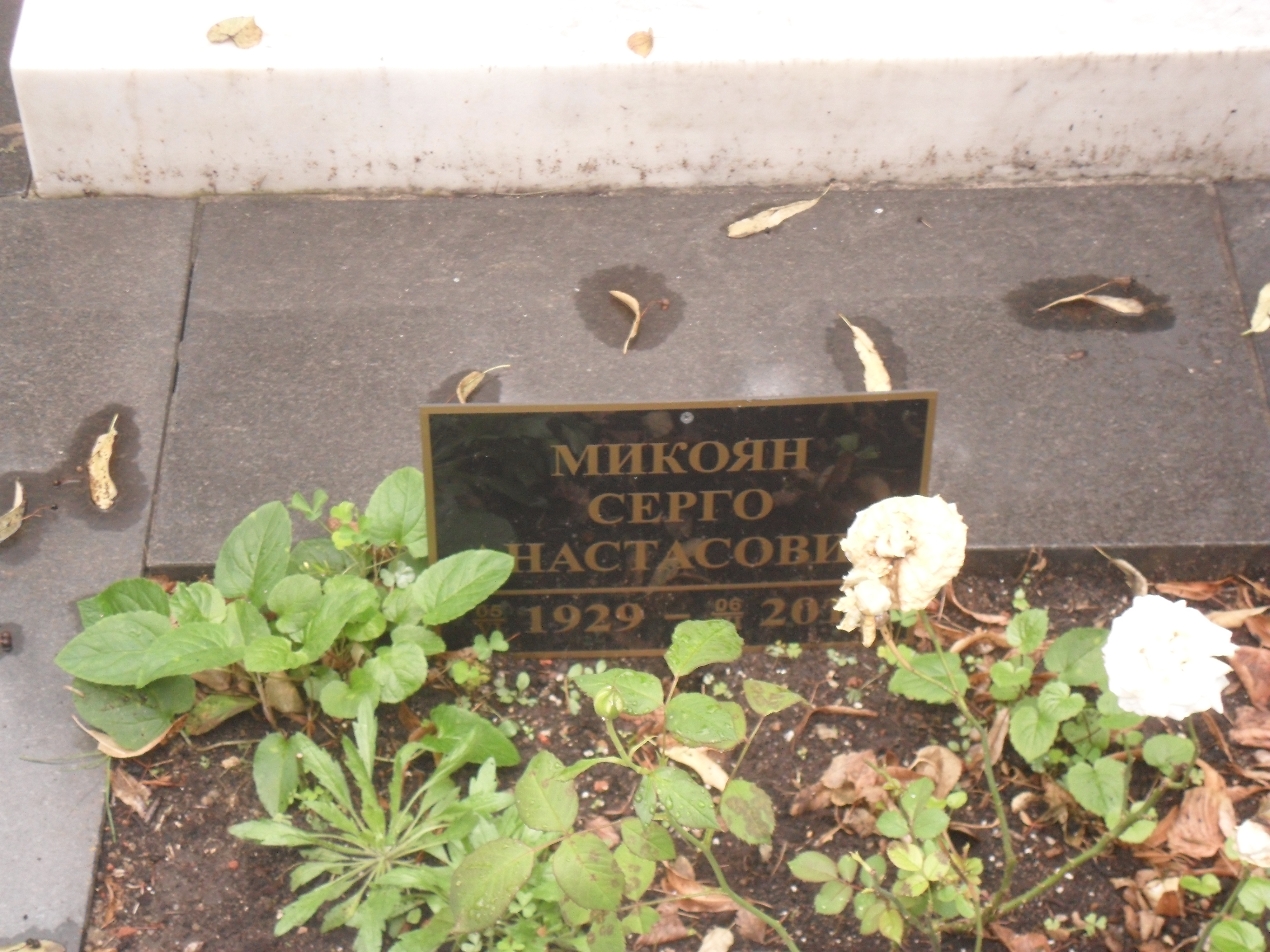
Могила Мікояна на Новодівичому кладовищі Москви.

Незважаючи на те, що батьки Серго Мікояна були вірменами, ні він сам, ні його брати не говорили вірменською. Під час навчання в елітній школі № 175 міста Москви Сергій був учасником таємної організації «Четвертий рейх». 18 грудня 1943 року разом із іншими членами організації був висланий з Москви строком на 1 рік.
Закінчив МДІМВ (1952) та аспірантуру (1956), захистив кандидатську дисертацію на тему «Британський імперіалізм в Індії та кашмірська проблема». Навчався на одному курсі з Генріхом Боровиком, з яким перебував у приятельських стосунках. Член КПРС із 1953 року.
Із 1960 року — науковий співробітник Інституту світової економіки та міжнародних відносин РАН. У 1975 році в Інституті сходознавства АН СРСР захистив докторську дисертацію «Зовнішньополітичні проблеми національно-визвольного руху народів Індостану (1947—1971 рр.)»
Автор десятка робіт, визнаний фахівець з Латинської Америки. У 1957—1960 роках науковий редактор журналу «Мировая экономика и международные отношения» (укр. «Світова економіка та міжнародні відносини»), у 1970—1990 роках очолював щомісячний журнал «Латинская Америка» (укр. «Латинська Америка»).
Із 1990 року жив у США, співпрацював із низкою американських університетів, працював в американських наукових архівах. Професор Джорджтаунського університету (місто Вашингтон). Співпрацював із такими американськими істориками та політологами, як Вільям Таубман, Джон Лі Андерсон, Ірвінг Луїс Горовіц.
Помер у Москві 6 березня 2010 року від раку крові. Похований на Новодівичому кладовищі (ділянка № 1, 43-й ряд).

## Сім'я
Молодший син радянського державного та політичного діяча Анастаса Івановича Мікояна та племінник радянського авіаконструктора Артема Івановича Мікояна. Мати — Ашхен Лазарівна. Був названий на честь Серго Орджонікідзе.
Був одружений на Аллі Олексіївні Кузнецовій (1928—1957), дочці першого секретаря Ленінградського обкому ВКП(б) Олексія Кузнецова, розстріляного в 1950 році по «Ленінградській справі». Алла Кузнецова народила Серго трьох дітей — Володимира, Світлану і Каріне, померла у віці 28 років від білокрів'я. Згодом одружився повторно. З другою дружиною, Тетяною Миколаївною Мікоян, в 1976 році у них народився молодший син Гай-Сергій (внучки Мартініана і Христина). Пізніше вступив у цивільний шлюб із Вірою Юріївною Ігошиною. У 1989 році у них народилася молодша дочка Анастасія Мікоян.

## Праці
- Анатомия Карибского кризиса. — М.: Academia, 2006. — ISBN 5-87444-242-1.
- СССР — Мексика: 60 лет сотрудничества. — М.: «Международные отношения», 1984.
- Куба строит социализм. — М., 1976.
- США: Государство, политика, выборы. — М., 1969.
- Stalinism as I saw it. Kennan Institute for Advanced Russian Studies, 1992.(англ.)
- Алексей Снегов в борьбе за «десталинизацию» // Вопросы истории. — 2006. — № 4. — С. 69—84.